# San Carlos (Boliwia)
San Carlos – miasto w Boliwii, w departamencie Santa Cruz, w prowincji Ichilo.